# The Happy Elf
Pour plus de détails, voir Fiche technique et Distribution.
The Happy Elf est un film de Noël d'animation américain en images de synthèse  réalisé par  John Rice pour la télévision américaine (NBC), diffusé en 2005, puis sorti directement en vidéo en 2006.
En France, il a fait partie de la sélection du Festival international du film d'animation d'Annecy en 2006.

## Synopsis
L'un des assistants du Père Noël est un petit elfe euphorique, Eubie, dont l'enthousiasme finit par susciter l'agacement de ses patrons. Déplacé dans un autre service, il est chargé des livraisons et découvre l'existence de Bluesville, une localité opprimée et morose. Le jeune héros va tenter de mettre un peu de gaieté dans la vie des enfants vivant dans cette ville sinistre. Sa tâche ne s'annonce pas facile.

## Fiche technique
- Titre : The Happy Elf
- Réalisation : John Rice
- Scénario : Andrew Fishman
- D'après "The Happy Elf" de Harry Connick Jr.
- Genre : Film d'animation
- Musique : Harry Connick Jr.
- Année de production : 2005
- Durée : 45 minutes
- Dates de sortie :
  - États-Unis : 2 décembre 2005
  - France : 2006 (vidéo)

## Distribution
- Harry Connick Jr. : le narrateur
- Rob Paulsen (VF : Aurélien Ringelheim) : Eubie
- Carol Kane : Gilda
- Mickey Rooney : le Père Noël
- Kevin Michael Richardson : Derek